# Janovice (Olbramice)
Janovice jsou místní část obce Olbramice v okrese Ostrava-město v Moravskoslezském kraji. Nacházejí se zhruba 4,5 km jihovýchodně od Olbramic. Je zde evidováno 15 adres. V části obce není evidována žádná ulice. Všechny adresy v části obce mají PSČ 742 83.

## Název
Vznik Janovic souvisí se vznikem blízkých Václavovic a Fonovic. Když majitel panství Johann Wenzel von Moenich zakládal nové osady, nechal každou z nich nazvat podle částí svého jména: Johannsdorf (Janovice), Wenzelsdorf (Václavovice), Vonsdorf (Fonovice) a Moenichsdorf (česky asi Moenichovice, osada už nebyla založena).